# Ljubo Wiesner
Ljubo Wiesner (Zagreb, 2. veljače 1885. – Rim, 3. srpnja 1951.), hrvatski književnik i prevoditelj.
U rodnom gradu pohađao je pučku školu i gimnaziju, a potom se kraće vrijeme bavio novinarstvom. Jedan je od pokretača i urednika književnih časopisa Grič, Kritika i Savremenik, no najpoznatiji je kao urednik i autor uvoda antologijske zbirke Hrvatska mlada lirika (1914.), u kojoj je i sam zastupljen s nekoliko pjesama. Za života mu je objavljena samo jedna zbirka (Pjesme, 1926.). Prevodio je s njemačkog, francuskog, talijanskog, češkog i ruskog, između ostalih i djela Walta Whitmana, Émilea Zole i Victora Hugoa. Za vrijeme Drugog svjetskog rata u Berlinu je uređivao mjesečnik Suradnja. Velik dio života posvetio je pisanju biografije Antuna Gustava Matoša, čiji je bio velik štovatelj i sljedbenik, no ona je ostala nedovršena. Od 1948. do smrti živi u Rimu, gdje na vatikanskoj radijskoj postaji uređuje hrvatske emisije. Umire u umobolnici.

## Vanjske poveznice
- Kratka biografija Ljube Wiesnera  Arhivirana inačica izvorne stranice od 2. siječnja 2011. (Wayback Machine)

- NA DANASNJI DAN Umro Ljubo Wiesner

- Ljubo Wiesner (1885 - 1951)  Arhivirana inačica izvorne stranice od 5. siječnja 2009. (Wayback Machine)